# Héctor Leiva
Héctor Leiva Polanco (Santiago, 27 de marzo de 1952) es un político chileno, quien ejerció como intendente de la región de O'Higgins entre 2006 y 2007.

## Biografía
Nació en Santiago de Chile el 27 de marzo de 1952, hijo del comerciante José Adán Leiva Pozo y Marta Fredesvinda Polanco Lizana. Sus primeros estudios los cursó con Digna Camilo Aguilar. Su preparatoria la realizó en la escuela particular Cardenal José María Caro, en Pichilemu. Las humanidades las finalizó en el Instituto Zambrano de Santiago. Se tituló de administrador público en la Universidad de Chile, sede Ñuble (Chillán).
Se casó en 1981 con Hilda Olaya Muñoz Godoy en la comuna de Ñuñoa, Santiago.
Primeramente se desempeñó en Industrias Pegaso. En 1994 fue nominado por el gobierno de Eduardo Frei Ruiz-Tagle como director regional de Corfo, ejerciendo hasta 2000. Ese año fue designado gerente del Programa de Atracción de Inversiones en la Región de O'Higgins.
Fue presidente provincial Cardenal Caro de la Democracia Cristiana.
En marzo de 2006 la presidenta Michelle Bachelet lo designó Intendente de la Región de O'Higgins, cargo que desempeñó hasta enero de 2007. En las elecciones municipales de 2008 representó a la Concertación como candidato a alcalde de Pichilemu, obteniendo 1.655 votos (23,22%) que no le permitieron acceder al cargo.
Durante el primer gobierno de Sebastián Piñera (2010-2014) fue subdirector regional de Corfo en Valparaíso.